# Liste der Monuments historiques in Omerville
Die Liste der Monuments historiques in Omerville führt die Monuments historiques in der französischen Gemeinde Omerville auf.

## Liste der Bauwerke
| Bezeichnung                  | Beschreibung                          | Standort                  | Kennzeichnung | Schutzstatus | Datum | Bild           |
| ---------------------------- | ------------------------------------- | ------------------------- | ------------- | ------------ | ----- | -------------- |
| Templerkommende              |                                       | (Lage)                    | PA00080149    | Inscrit      | 1926  |                |
| Friedhofskreuz               | 15. Jahrhundert                       | (Lage)                    | PA00080151    | Classé       | 1927  | weitere Bilder |
| Flurkreuz                    |                                       | Place Saint Martin (Lage) | PA00080150    | Inscrit      | 1927  | weitere Bilder |
| Kirche St-Martin             | Erbaut ab dem 11. Jahrhundert         | (Lage)                    | PA00080152    | Classé       | 1927  | weitere Bilder |
| Manoir de Mornay-Villarceaux | Herrenhaus, erbaut im 16. Jahrhundert | (Lage)                    | PA00080153    | Inscrit      | 1927  | weitere Bilder |

## Liste der Objekte

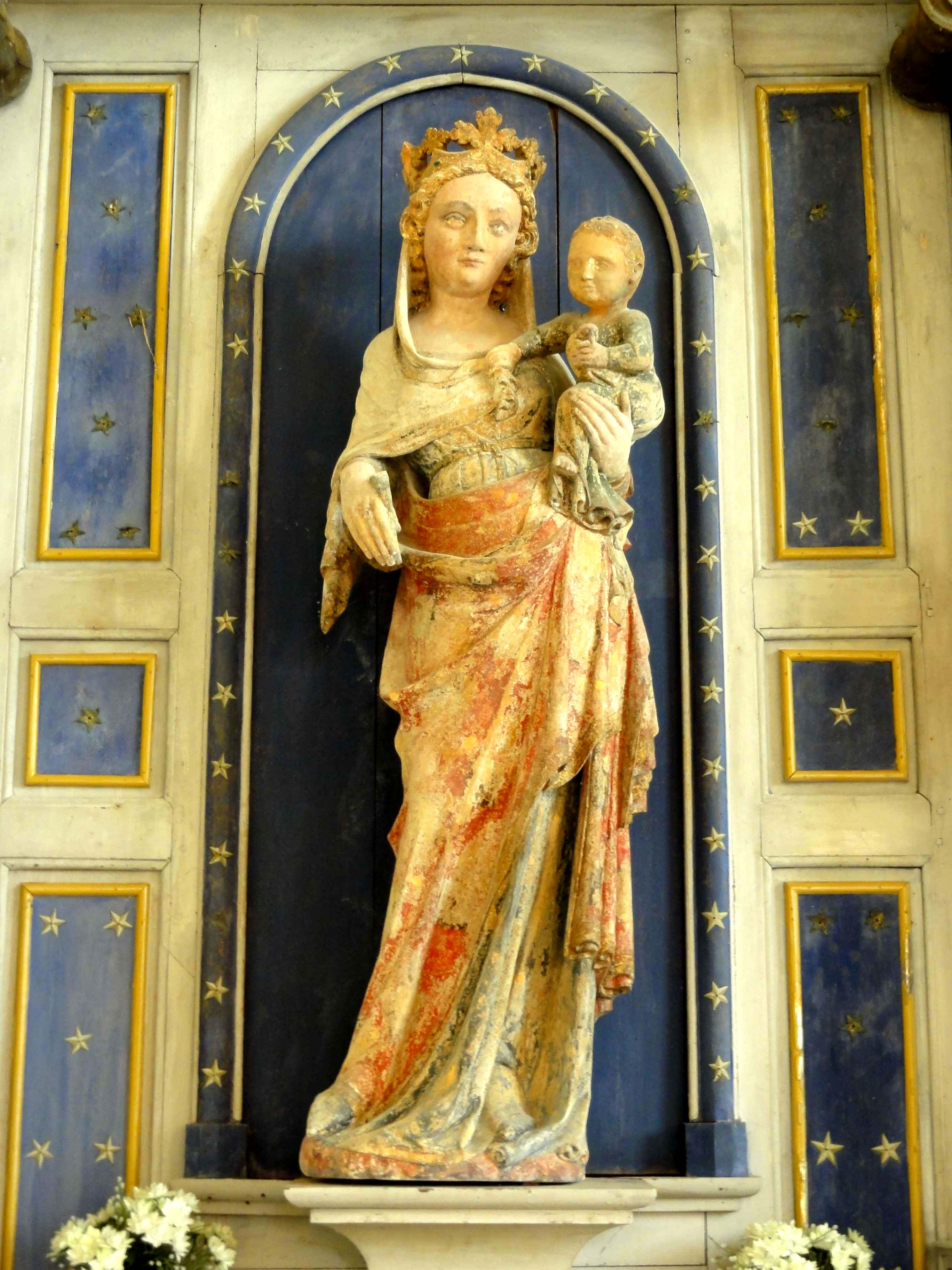
Skulptur Madonna und Kind (14. Jahrhundert) in der Kirche St-Martin

- Monuments historiques (Objekte) in Omerville in der Base Palissy des französischen Kultusministeriums